# Oliver Bias
Oliver Bias (* 15. Juni 2001 in Johanngeorgenstadt, Deutschland) ist ein deutsch-philippinischer Fußballspieler.

## Karriere

### Verein
Oliver Bias erlernte das Fußballspielen in den deutschen Jugendmannschaften vom FC Erzgebirge Aue sowie der Jugend von RB Leipzig. Mit der U17 von RB Leipzig spielte er 21-mal in der B-Junioren-Bundesliga Nord/Nordost. Mit der U19 von RB spielte er 40-mal in der A-Junioren-Bundesliga Nord/Nordost. Nach der Jugend wechselte er, nachdem er von Juli 2020 bis Mitte Oktober 2020 vertrags- und vereinslos war, ins brandenburgische Rathenow. Hier schloss er sich dem Viertligisten FSV Optik Rathenow an. Für Rathenow bestritt er zwei Ligaspiele. Im Januar 2021 ging er in die Slowakei, wo er einen Vertrag bis Saisonende 2020/21 beim Erstligisten FC Nitra unterschrieb. Für den Verein aus Nitra kam er jedoch nicht zum Einsatz. Nach Ende der Saison zog es ihn auf die Philippinen. Hier nahm ihn der Erstligist Azkals Development Team unter Vertrag. Für den Verein aus der Hauptstadt Manila stand er bis August 2022 unter Vertrag und erreichte mit dem Club das Finale des PFL Cup 2021. In einem Spiel in der Gruppenphase des PFL Cup 2022 gegen Maharlika Manila FC gelang ihm auch sein erstes Tor für das Azkals Development Team. Am 10. August 2022 verpflichtete ihn der thailändische Zweitligist Chiangmai United FC. Nach drei Zweitligaspielen für den Klub aus Chiangmai kehrte er im Januar 2023 zu seinem ehemaligen Verein Azkals Development Team zurück und bestritt alle vier möglichen Spiele in der Liga, bis der Verein sich aus der Liga zurückziehen musste.

### Nationalmannschaft
Oliver Bias spielte von 2016 bis 2018 für die deutsche U15, U16 und U17-Nationalmannschaft. Seit 2021 spielt der für die philippinische U23 sowie für die philippinische A-Nationalmannschaft. Sein Debüt in der A-Nationalmannschaft gab er in einem Gruppenspiel zur WM-Qualifikation am 7. Juni 2021 gegen China. 2021 und 2022 nahm er mit dem Team an der Südostasienmeisterschaft teil.